# Jack-Alain Léger
Pour les articles homonymes, voir Léger.
« Dashiell Hedayat » et « Paul Smaïl » redirigent ici. Pour les autres significations, voir Hedayat et Smail.
« Eve Saint-Roch » et « Daniel Théron (auteur) » redirigent ici. Pour les autres significations, voir Saint-Roch (homonymie) et Theron.
Cet article concerne l'auteur utilisant l'alias Melmoth. Pour les autres significations, voir Melmoth.
Daniel Théron, plus connu sous le pseudonyme de Jack-Alain Léger notamment, est un romancier et chanteur français, né le 5 juin 1947 à Toulon et qui s'est donné la mort le 17 juillet 2013 à Paris 13e,. Il a également publié sous les noms de plume Melmoth, Dashiell Hedayat, Eve Saint-Roch et Paul Smaïl.
Son œuvre littéraire reste inclassable car elle comporte toutes sortes de livres, « de l'obscur essai sur l'écriture au gros roman d'aventures, du tirage confidentiel au succès mondial », balayant ainsi une grande partie du spectre de la littérature.

## Biographie

### Enfance
Daniel Théron est le fils d'un critique littéraire, écrivant dans l'hebdomadaire Paris Match. Ses parents ont un premier enfant, puis un deuxième qui meurt à la naissance, et Daniel arrive deux ans plus tard. Daniel Théron garde le souvenir d'une enfance en partie douloureuse auprès d'une mère dépressive et suicidaire, il déclare entretenir des relations difficiles et conflictuelles avec son père qui ne prend pas au sérieux son travail d'écrivain. Ces relations familiales complexes le pousseront à changer de pseudonymes à de nombreuses reprises : « porter le nom de mon père m'eût été intolérable ».

### Carrière musicale
Amateur de musique rock, Daniel Théron écrit des critiques de disques dont certaines seront publiées dans le mensuel Rock & Folk. À la fin des années 1960, il se lance dans une carrière d’auteur-compositeur-interprète sous le nom de Melmoth. Son premier album, La Devanture des ivresses, est récompensé par le grand prix de l'académie Charles-Cros en 1969. Mais le disque est retiré des bacs et pilonné par le distributeur lui-même qui se déclare choqué par les paroles. L'album devient culte et, avec le temps, une référence. L'auteur connait à cette époque quelques expériences avec la drogue et notamment le LSD.
Il adopte ensuite le pseudonyme de Dashiell Hedayat, en hommage à l'écrivain de romans policiers Dashiell Hammett et à l'écrivain iranien Sadegh Hedayat, et publie en 1971 l'album Obsolete, enregistré avec le groupe Gong. Les ventes de ses disques restent confidentielles, mais Obsolète devient culte, notamment le titre Chrysler rose.

### Carrière littéraire

#### Pseudonymes et succès
Daniel Théron fait son entrée en littérature en 1969 avec la traduction en langue française du livre de Bob Dylan, Tarantula publié conjointement avec son premier roman, Being, par Christian Bourgois. Il signe alors ses ouvrages du nom de Melmoth. À Denise Glaser, avec qui il s'entretient dans Discorama, il déclare vouloir « casser son identité ». 
Il met par la suite en pratique cette déconstruction identitaire en signant ses romans du nom de Dashiell Hedayat puis, à partir de 1973, du nom de plume Jack-Alain Léger, nom du personnage principal de son roman Mon premier amour. Sous ce pseudonyme, il publie notamment Un ciel si fragile qui obtient le prix Contrepoint 1975 et le prix d'Honneur 1976.
En 1976, il fait paraître Monsignore, un polar parodique qui devient un best-seller. L'ouvrage se vend à 350 000 exemplaires en France et est traduit dans 23 langues. Son adaptation cinématographique, Monsignor, sortie en 1982, est réalisée par Frank Perry,. Ce succès lui permet de mener un grand train de vie, « il dilapide tout son argent en fêtes et en champagne ».

#### Un parcours chaotique
L'auteur entretient par la suite des relations très conflictuelles avec les maisons d'éditions, et notamment avec Françoise Verny 
– son éditrice chez Grasset puis Gallimard – envers laquelle il nourrit un ressentiment tenace. Il lui reproche entre autres de lui avoir refusé certains de ses textes ou demandé de couper à l'aveugle des passages entiers de ses manuscrits. En retour, Françoise Verny le qualifie d'écrivain « ingérable ».
Jack-Alain Léger estime qu'il est victime d'une haine de la part des éditeurs qui attendent de lui la rédaction d'autres best-sellers à l'image de Monsignore, ce qu'il refuse. Il change dès lors d'éditeur à maintes reprises, alternant les publications dans des maisons populaires et plus confidentielles. L'auteur perd de sa visibilité médiatique. Jack-Alain Léger s'estime dès lors victime d'acharnement de la part des critiques littéraires et se dit ostracisé par le milieu littéraire français, lequel l'accuse en retour de « paranoïa ».

#### Une œuvre polémique
Avec Autoportrait au loup, paru en 1982, autobiographie dans laquelle il évoque son homosexualité, son masochisme, son goût pour les pratiques BDSM et le fétichisme sexuel ainsi que la maniaco-dépression dont il est atteint depuis l'enfance, l'auteur connait à nouveau une médiatisation plus accrue, notamment grâce à son passage dans Apostrophes de Bernard Pivot. Le livre, qualifié de très impudique, fait scandale. La presse littéraire se déchaîne contre l'ouvrage, poussant  Le Monde à publier un article qui recense les pires critiques à l'égard du livre pour en dénoncer la violence. Jack-Alain Léger déclare : « Je me souviens d'un Apostrophes, en 1982, lors duquel Dominique Fernandez s'en est pris violemment à moi. Je me suis souvenu du conseil d'une attachée de presse: "Surtout, à la télé, ne répliquez jamais. Ça passe très mal, à l'écran".
En 1988, il fait paraître sous le pseudonyme féminin d’Ève Saint-Roch un roman intitulé Prima Donna, un ouvrage dont il révèle des années plus tard qu'il s'agit d'un « livre écrit pour gagner de l'argent », l'auteur qualifiant le récit de « livre pour l'été, pour la plage ».
En 1997, il publie un ouvrage dans lequel il règle ses comptes avec le milieu littéraire. Intitulé Ma vie (titre provisoire), le livre est mal compris et Léger est alors perçu, selon ses propres dires, comme « un écrivain plein de rancœur ».
Au début des années 2000, son livre Vivre me tue, présenté comme le « témoignage » de Paul Smaïl, un jeune Français, beur d'origine marocaine, suscite la polémique lorsque l'identité de l'auteur est révélée,. En 2002, le livre est adapté au cinéma par Jean-Pierre Sinapi. Il signe d'autres ouvrages de ce nom de plume, notamment Ali le magnifique en 2001, qui s'inspire de l'affaire Rezala. Le jeu sur l'identité fictive de Paul Smaïl est dénoncé de façon virulente par certaines personnalités du milieu littéraire. 
En 2003, dans Tartuffe fait ramadan, Jack-Alain Léger se déclare « islamophobe » et écrit que distinguer islam et islamisme s'apparente à « une frivolité, un caprice d'intellectuel occidental ».

#### La difficulté d'écrire
En 2006, l'auteur fait paraître Hé bien ! la guerre, un ouvrage qui rassemble des livres inachevés. Il confesse alors qu'il éprouve désormais de grandes difficultés à écrire et qu'il en souffre. Son livre suivant, Les Aurochs & les anges, paru en 2007, explore cette difficulté à créer et notamment la maniaco-dépression de l'auteur qui se fait grandissante. 
En 2009, l'auteur déclare au Figaro vouloir s'auto-éditer et ouvrir un site Internet destiné à la vente de ses livres. Il évoque alors les refus des éditeurs et les à-valoirs dérisoires qui lui sont proposés pour justifier une telle entreprise. Mais le projet ne voit jamais le jour.
En 2010, il demande à être placé sous tutelle car sa dépression le handicape fortement. Il choisit l'avocat et écrivain Emmanuel Pierrat comme tuteur. Ce dernier déclare : « À sa demande. C’était lié à ses dépenses inconsidérées, à sa manie de se fâcher avec tout Saint-Germain-des-Prés. Cela dit, cette réputation est à la fois méritée et injuste. Il a beaucoup vendu. Il a toujours trouvé des éditeurs. Mais il faut avouer qu’il pouvait être fatigant. »
En 2011, paraît Zanzaro Circus, premier tome d'une fresque biographique qui devait en comporter sept.

### Suicide, hommages et postérité
Dépressif depuis son enfance, Jack-Alain Léger se donne la mort en se défenestrant de son domicile au 8e étage, le 17 juillet 2013, à Paris. Il a rédigé une lettre de trois pages adressée à Emmanuel Pierrat, son tuteur devenu son exécuteur testamentaire, où figure cette affirmation : « Ma mère n’a jamais réussi à se suicider. Moi, si. »
Dans le même article, Pierrat explique : « [I]l a perdu pied. Il s’est coupé du monde. Il avait l’impression de ne plus pouvoir écrire, ou trouvait que ce qu’il écrivait n’était pas bon. J’ai tenté de le sortir de là, de lui trouver un endroit pour travailler, mais c’est très difficile de gérer une panne d’écrivain. Son appartement […] devenait extrêmement sale. Ses amis se mobilisaient pour lui faire son ménage. Lui-même, jadis réputé pour sa “préciosité”, ne se lavait plus. »
Après sa mort, des personnalités lui rendent hommage. Cécile Guilbert note : « Il y avait en lui du Don Quichotte et du Falstaff, de l'incompris et du bouffon. Un homme des Lumières par son courage intellectuel comme par le soin qu'il mettait dans ses plaisirs. Le monde des lettres perd un de ses génies. »
« C'est un des grands écrivains français », déclare Philippe Sollers, « un célèbre méconnu. » Quant à Yann Moix, il écrit dans Le Figaro : « Il faut rééditer tout Léger, le réhabiliter, le lire enfin, le relire vraiment. »
Le 10 septembre 2013, Emmanuel Pierrat organise au Centre national du livre une soirée spéciale en hommage à l'auteur.
Après sa mort, son disque Obsolète est réédité à plusieurs reprises. Son livre culte Vivre me tue est traduit en italien (Vivere mi uccide, Minimum fax, 2022).
En 2023 est publiée la première biographie de l'écrivain, Vous direz que je suis tombé. Vies et morts de Jack-Alain Léger, par Jean Azarel.

## Œuvre

### Œuvre littéraire

#### Sous le pseudonyme de Melmoth
- Being, roman, Christian Bourgois, 1969

#### Sous le pseudonyme de Dashiell Hedayat
- Le Bleu le bleu, roman, Christian Bourgois, 1971
- Le Livre des morts-vivants, roman, Christian Bourgois, 1972
- Selva Oscura, roman, Flammarion, 1974 
  - réécrit sous le nom de Jack-Alain Léger, Julliard, 1991
- Jeux d'intérieur au bord de l'océan, roman, Christian Bourgois, 1979

#### Sous le pseudonyme de Jack-Alain Léger
- Mon premier amour, roman, Grasset, 1973
- Un ciel si fragile, roman, Grasset, 1975
  - réédition, Gallimard, coll. « Folio » no 2074, 1989
- ZOO... oh... oh..., contes, Grasset, 1975
- Monsignore, roman, Laffont, 1976
  - réédition, LGF, coll. « Le Livre de poche » no 4972, 1977
  - réédition avec Monsignore II, un volume, Julliard, 1994
- Capriccio, roman, Laffont, 1978
  - réédition, Julliard, 1995
- L'Heure du Tigre, roman, Laffont, coll. « Best-sellers », 1980
  - réédition, La Table Ronde, 1990
  - réédition, Payot & Rivages, coll. « Rivage poche » no 578, 2007
- Monsignore II, roman, Laffont, 1981
  - réédition Julliard, 1991
- Autoportrait au loup, autobiographie, Flammarion, 1982
- Ocean Boulevard, roman, Flammarion, 1982
- Pacific Palisades, roman, Flammarion, 1984
  - réédition, Gallimard, coll. « Folio » no 1930, 1988
- Clips, inédit, extraits parus dans L'Infini no 22, Gallimard, 1988
- Wanderweg, roman, Gallimard, 1986
- Le Siècle des ténèbres, roman, Olivier Orban, 1989
  - réédition, Ancrage, 2000
  - réédition Denoël, 2004
- Le Roman, roman, Olivier Orban, 1991
  - réédition Denoël, 2004
- Les Souliers rouges de la duchesse, roman, Francois Bourin, 1992
- Le Duo du II, théâtre, Bernard Dumerchez, 1993
- Jacob Jacobi, roman, Julliard, 1993
  - réédition, Pocket no 4196, 1995
- La gloire est le deuil éclatant du bonheur, roman, Julliard, 1995
- Selva Oscura, roman, Julliard, 1995
- L'Autre Falstaff, roman, Mercure de France, 1996
  - réédition, Gallimard, coll. « Folio » no 3069, 1998
- Ma vie (titre provisoire), autobiographie, Salvy, 1997
- Maestranza : ni essai ni roman, ce qu'on voudra, Gallimard, coll. « L'arpenteur », 2000
- « Lisa Santos Silva », texte paru dans L'Infini no 82, Gallimard, 2003
- On en est là. Roman (sorte de), Denoël, 2003
- Tartuffe fait ramadan, pamphlet, Denoël, 2003
- À contre Coran, pamphlet, Hors Commerce, coll. « Hors de moi », 2004
- Hé bien ! la guerre, recueil de textes, Denoël, 2006
- Les Aurochs et les Anges, autobiographie, Payot & Rivages, 2007
- Zanzaro circus, autobiographie, L'Éditeur, 2011
- Place de l'Opéra, recueil de textes, éditions Cartouche, coll. « Opéra », 2012
- L'Opéra du moi, Bouquins, 2023

#### Sous le pseudonyme d’Ève Saint-Roch
- Prima Donna, roman, Stock, 1988

#### Sous le pseudonyme de Paul Smaïl
- Vivre me tue, roman, Balland, 1997
  - réédition, J'ai lu, coll. « Roman » no 4951, 1998
  - réédition, Balland, 2003
  - réédition, éditions Cartouche, coll. « Les modernes », 2010
- Casa, la casa, roman, Balland, 1998
  - réédition, éditions Cartouche, coll. « Les modernes », 2010
- La Passion selon moi, roman, Laffont, 1999 
  - réédition, J'ai lu no 6479, 2003
- Ali le Magnifique, roman, Denoël, 2001 
  - réédition, J'ai lu no 6780, 2003

##### Prix littéraires
- 1975 : prix Contrepoint pour Un ciel si fragile
- 1976 : prix d'honneur pour Un ciel si fragile
- 1987 : grand prix des lectrices de Elle pour Wanderweg
- 1993 : prix Renaudot des lycéens[35] pour Jacob Jacobi

### Discographie

#### Sous le pseudonyme de Melmoth
- La Devanture des ivresses, Arion (30 T 079), 1969[36]. Réédition CD : Wagram, 1994[37].

#### Sous le pseudonyme de Dashiell Hedayat
- Obsolete, Shandar (10.009), 1971[38]. Réédition CD : Mantra (075), 1992[39], Replica records, 2016 et 2020[34].

## Adaptations cinématographiques
- 1978 : Mon premier amour, film français réalisé par Élie Chouraqui, adaptation du roman éponyme, avec Anouk Aimée, Richard Berry et Nathalie Baye
- 1982 : Monsignor, film américain réalisé par Frank Perry, adaptation du roman éponyme, avec Christopher Reeve, Geneviève Bujold et Fernando Rey
- 2002 : Vivre me tue, film français réalisé par Jean-Pierre Sinapi, adaptation du roman éponyme, avec Sami Bouajila, Jalil Lespert et Sylvie Testud